# Funcions el·líptiques lemniscate

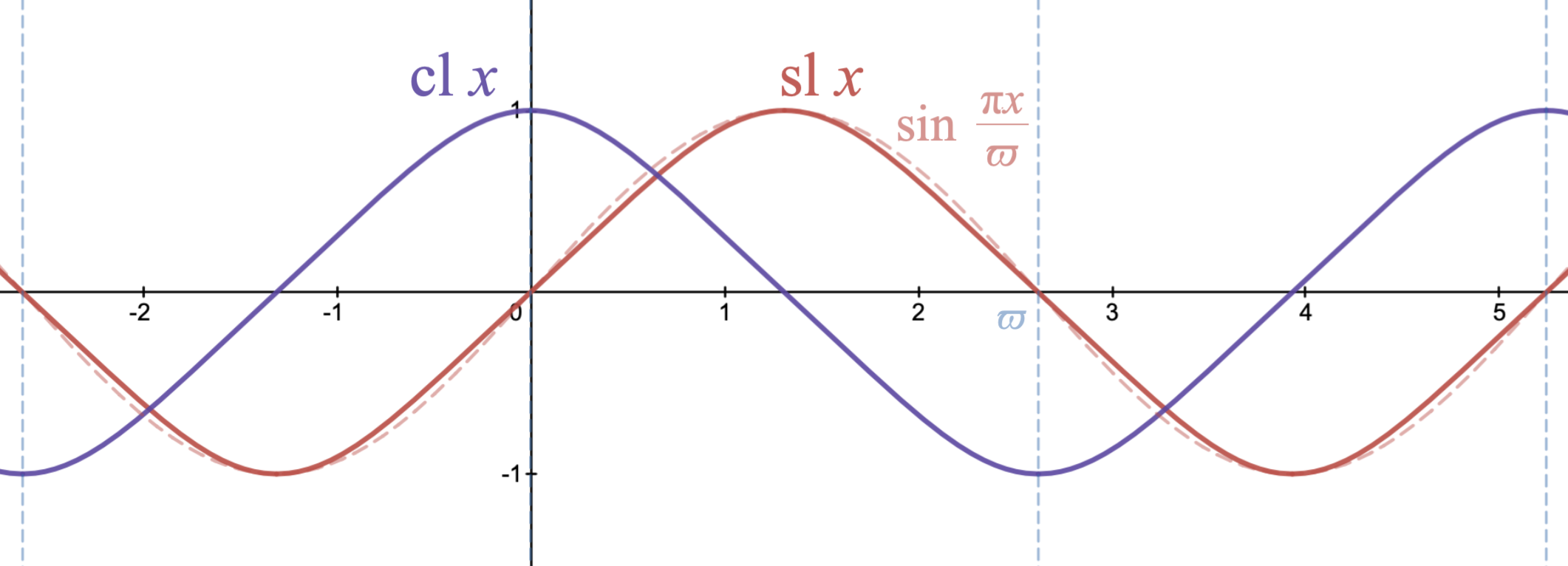
El sinus lemniscat (vermell) i el cosinus lemniscat (morat) aplicats a un argument real, en comparació amb el sinus trigonomètric y = sin(πx/ϖ) (vermell puntejat pàl·lid).

En matemàtiques, les funcions el·líptiques de lemniscate són funcions el·líptiques relacionades amb la longitud de l'arc de la lemniscata de Bernoulli. Van ser estudiats per primera vegada per Giulio Fagnano l'any 1718 i més tard per Leonhard Euler i Carl Friedrich Gauss, entre d'altres.
Les funcions de sinus lemniscat i cosinus de lemniscata, normalment escrites amb els símbols sl i cl (de vegades s'utilitzen els símbols sinlem i coslem o sin lemn i cos lemn), són anàlogues a les funcions trigonomètriques sinus i cosinus. Mentre que el sinus trigonomètric relaciona la longitud de l'arc amb la longitud de la corda en un cercle de diàmetre unitari {\displaystyle x^{2}+y^{2}=x,} el si de la lemniscata relaciona la longitud de l'arc amb la longitud de la corda d'una lemniscata {\displaystyle {\bigl (}x^{2}+y^{2}{\bigr )}{}^{2}=x^{2}-y^{2}.}
Les funcions de lemniscate tenen períodes relacionats amb un nombre {\displaystyle \varpi =} 2.622057... anomenada constant de lemniscata, la relació entre el perímetre d'una lemniscata i el seu diàmetre. Aquest nombre és un anàleg quàrtic del (quadràtic) {\displaystyle \pi =} 3.141592... , relació entre el perímetre i el diàmetre d'un cercle.
Com a funcions complexes, sl i cl tenen una xarxa de període quadrat (un múltiple dels nombres enters gaussians) amb períodes fonamentals {\displaystyle \{(1+i)\varpi ,(1-i)\varpi \},} i són un cas especial de dues funcions el·líptiques de Jacobi en aquesta xarxa, {\displaystyle \operatorname {sl} z=\operatorname {sn} (z;i),}{\displaystyle \operatorname {cl} z=\operatorname {cd} (z;i)}.
De la mateixa manera, la lemniscata hiperbòlica sinus slh i la lemniscata hiperbòlica cosinus clh tenen una xarxa de període quadrat amb períodes fonamentals. {\displaystyle {\bigl \{}{\sqrt {2}}\varpi ,{\sqrt {2}}\varpi i{\bigr \}}.}
Les funcions de lemniscata i les funcions de lemniscata hiperbòlica estan relacionades amb la funció el·líptica de Weierstrass {\displaystyle \wp (z;a,0)}ç

## Les funcions sinus i cosinus Lemniscate
Les funcions de lemniscate sl i cl es poden definir com la solució del problema de valor inicial:
{\displaystyle {\frac {\mathrm {d} }{\mathrm {d} z}}\operatorname {sl} z={\bigl (}1+\operatorname {sl} ^{2}z{\bigr )}\operatorname {cl} z,\ {\frac {\mathrm {d} }{\mathrm {d} z}}\operatorname {cl} z=-{\bigl (}1+\operatorname {cl} ^{2}z{\bigr )}\operatorname {sl} z,\ \operatorname {sl} 0=0,\ \operatorname {cl} 0=1,}
o equivalent a les inverses d'una integral el·líptica, el mapa de Schwarz-Christoffel des del disc unitat complex a un quadrat amb cantonades {\displaystyle {\big \{}{\tfrac {1}{2}}\varpi ,{\tfrac {1}{2}}\varpi i,-{\tfrac {1}{2}}\varpi ,-{\tfrac {1}{2}}\varpi i{\big \}}\colon }
{\displaystyle z=\int _{0}^{\operatorname {sl} z}{\frac {\mathrm {d} t}{\sqrt {1-t^{4}}}}=\int _{\operatorname {cl} z}^{1}{\frac {\mathrm {d} t}{\sqrt {1-t^{4}}}}.}
Més enllà d'aquest quadrat, les funcions es poden continuar analíticament a tot el pla complex mitjançant una sèrie de reflexions.
En comparació, el sinus circular i el cosinus es poden definir com la solució del problema del valor inicial:
{\displaystyle {\frac {\mathrm {d} }{\mathrm {d} z}}\sin z=\cos z,\ {\frac {\mathrm {d} }{\mathrm {d} z}}\cos z=-\sin z,\ \sin 0=0,\ \cos 0=1,}
```
o com a inversos d'un mapa des del mig pla superior a una franja mig infinita amb part real entre elles −1/2π,1/2π i part imaginària positiva:
```

{\displaystyle z=\int _{0}^{\sin z}{\frac {\mathrm {d} t}{\sqrt {1-t^{2}}}}=\int _{\cos z}^{1}{\frac {\mathrm {d} t}{\sqrt {1-t^{2}}}}.}